# ألان هايلاند
ألان هايلاند هو سياسي كندي، ولد في 28 يوليو 1945 في جزيرة أيرلندا في المملكة المتحدة. نشط حزبياً في الرابطة التقدمية المحافظة في ألبرتا ‏. وقد انتخب عضو الجمعية التشريعية في ألبرتا ‏.